# Nor Erznka
Nor Erznka ou Nor Yerznka (en arménien Նոր Երզնկա) est une communauté rurale du marz de Kotayk, en Arménie. Elle compte 1 726 habitants en 2008.